# Die Muschel und der Kleriker
Die Muschel und der Kleriker (Originaltitel: La Coquille et le Clergyman, alternativ Die Muschel und der Geistliche) ist ein französischer Kurzstummfilm, den Germaine Dulac 1927 nach einem Drehbuch von Antonin Artaud (1896–1948) für ihre Produktionsgesellschaft Délia Film realisierte. Er gilt, noch vor Buñuel und Dalí, als erstes surrealistisches Werk der Filmgeschichte.

## Handlung
Ein junger Priester, gefangen im ödipalen Dreieck zwischen einer unerreichbaren Frau und einem jovial-dominanten Mann, kann gegen diesen, einen mit Orden dekorierten Offizier, zwar den Kampf um ihre Gunst für sich entscheiden, muss aber, von unerfüllter Sehnsucht, Kastrationsangst und Zerstörungswut hin- und hergerissen, schließlich an seinen Seelenkonflikten scheitern.

## Hintergrund
Der Film wurde von Germaine Dulac nicht nur realisiert, sondern auch produziert. Die Vorlage lieferte der Theaterregisseur und Dramatiker Antonin Artaud, der sich 1924 der Bewegung der Surrealisten um André Breton angeschlossen hatte.
Als Die Muschel und der Kleriker am 9. Februar 1928 in Paris im Studio des Ursulines, einem Kino in der Rue des Ursulines im  5. Arrondissement in Paris, uraufgeführt wurde, kam es zum Eklat zwischen Artaud und Dulac. Er war mit der Umsetzung seines Drehbuchs nicht zufrieden und warf der Regisseurin vor, sie habe sein Szenario in die Sphäre des Traums gehoben und damit völlig entschärft, sie habe das Buch „feminisiert“.
Nach der Premiere in Paris lief der Film auch in Ungarn und Polen, in Übersee, in Argentinien und in Japan, wo er aber erst am 16. Februar 1933 Premiere hatte. Inhaber der Rechte ist Jean-Michel Mareau.

## Rezeption
In der Zeit, als die Avantgarde der Bildenden Kunst das neue Medium Film als „willkommene Spielwiese“ entdeckte, brach Die Muschel und der Kleriker zwei Jahre vor Ein andalusischer Hund mit den (neuen) Sehgewohnheiten, die das Publikum gerade erst verinnerlicht hatte. Der film-dienst befand, jede Szene strotze nur so vor „visuellen Kabinettstückchen wie Doppelbelichtungen, Überblendungen, Verzerrungen und extremen Schärfe-/Unschärfe-Gegensätzen“. Dabei entstehe ein „psychoanalytischer Albtraum über sexuelle Frustrationen und Begehrlichkeiten“. Für Deluc ging es um das Unterbewusstsein des Geistlichen: „Die Träume und Phantasien, die Zeitlupenbilder und Überblendungen, die geteilten Bilder und die Assoziationsmontagen, alles repräsentiert den inneren Zustand des Priesters; die äußere Welt ist nur ein Gleichnis für Religion, Gewalt und Sexualität.“
Der niederländische Schriftsteller Menno ter Braak hielt im Frühjahr 1929 Einführungen zu Filmen, die auf große Resonanz bei Seelenärzten trafen. Da Artaud – „bewandert in den Kunstgriffen der Psychoanalyse“ – so „raffiniert“ gewesen sei, „den Film mit Symbolen der Wollust wie Muscheln, Schwertern, Schlüsseln und Türen vollzustopfen“, wurde der Film in Amsterdam zweimal in einem Saal voller Psychiater und anschließend einer Delegation der Niederländischen Vereinigung für Psychiatrie und Psychoanalyse vorgeführt. Von der Kritik wird Die Muschel und der Kleriker bis heute mit Begrifflichkeiten der Psychoanalyse gedeutet, etwa der freudschen Traumsymbolik.
Die Kritiker Odette und Alain Virmaux bezeichnen den Film als eine „Strategie der Selbstinszenierung“ des harten Kerns um André Breton, zu dem Artaud sich zählte, gegenüber der Filmemacherin Dulac, durch die er sich von den Dreharbeiten ausgeschlossen fühlte. Artaud hätte gern als Schauspieler mitgewirkt. Eine Reihe von brieflich gemachten Vorschlägen zur Inszenierung hatte Dulac ihm nicht beantwortet. Stattdessen hatte sie sich zunehmend von ihm distanziert.

## Wiederaufführungen
Die Muschel und der Kleriker wurde 1977 im Rahmen der 27. Internationalen Filmfestspiele Berlin beim  7. Internationalen Forum des jungen Films im Berliner Kino Arsenal zusammen mit Madame Beudets sonniges Lächeln (ebenfalls von Germaine Dulac) gezeigt. Am 16. August 2000 wurde der Film, wiederum zusammen mit Madame Beudets sonniges Lächeln im National Museum of Women in the Arts in Washington D.C., USA mit live-Begleitung durch das Silent Orchestra (Carlos Garza und Rich O’Meara) aufgeführt.
Der Kulturkanal Arte strahlte den Film, nachdem er vom Niederländischen Filmmuseum Amsterdam nach systematischer Sichtung aller verfügbaren Filmmaterialien und Ergänzung mit Material aus dem Museum of Modern Art (MoMa) restauriert worden war, am Freitag, den 24. Juni 2005 im deutschen Fernsehen aus.
Eine neue Musik zur restaurierten Fassung von La Coquille et le Clergyman für 12 Instrumente und CD-Zuspiele hatte 2004 die deutsch-holländische Musikerin Iris ter Schiphorst komponiert. Die Musik wurde am 6. April 2005 in der Stadsschouwburg zu Amsterdam im Rahmen der Filmbiënnale des Filmmuseums Amsterdam vom Asko Ensemble, dirigiert von Peter Rundel, erstaufgeführt. Sie fand den Beifall der Kritik, beispielsweise im NRC Handelsblad: „Die Musik der niederländisch/deutschen Iris ter Schiphorst stellt eine natürliche Kombination mit dem Film her […] eine echte Einheit vom Bild und Musik. Manchmal folgt sie den Assoziationen ganz präzise, dann wieder geht sie ihren eigenen Weg. Ter Schiphorst weiß den Instrumenten einen ganz eigenen Klang zu entlocken: dünn und unwirklich. Dieser paßt ausgezeichnet zum Film […]“
Eine kleine Werkschau mit drei Filmen von Germaine Dulac, bei der auch Die Muschel und der Kleriker nicht fehlte, zeigte die Cinémathèque Leipzig am 16. Mai 2008 mit musikalischer Begleitung durch Anja Kleinmichel, Piano, und Lutz Eitel, Elektronik/E-Gitarre.
Der Verlag absolut Medien brachte Die Muschel und der Kleriker zusammen mit zwei weiteren Filmen von Germaine Dulac, Madame Beudets sonniges Lächeln und Die Einladung zur Reise, 2005 auf DVD in den Handel.

## Bildgalerie

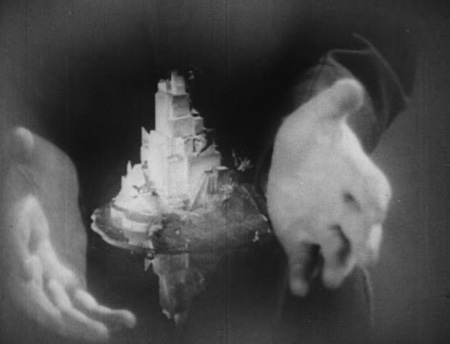
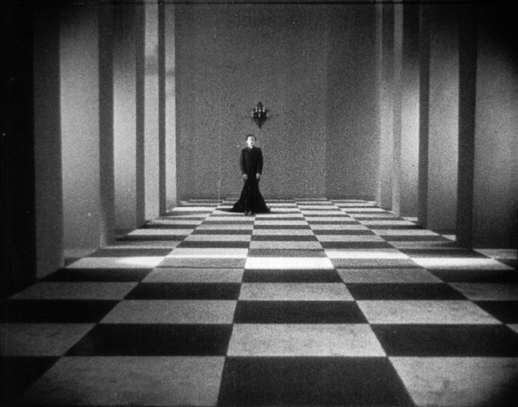
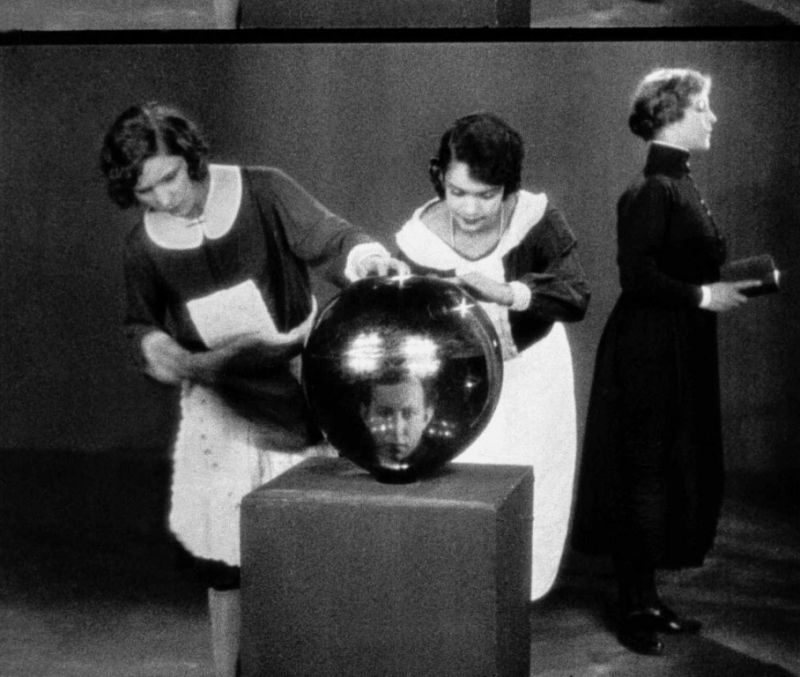

## Artikel
- Ciné-Club de Caen: La coquille et le clergyman (französisch)
- Freunde der deutschen Kinemathek (Hrsg.): Programm zum „7. Internationalen Forum des jungen Films“. Berlin, 26. Juni – 3. Juli 1977. Katalogblätter zu Die lächelnde Madame Beudet und Die Muschel und der Kleriker. (6,7 MB)
- Jörg Gerle: La Coquille et le Clergyman (Die Muschel und der Geistliche). In: film-dienst, 12/2005. (online bei Boosey & Hawkes)
- Lee Jamison: The Lost Prophet of Cinema. The Film Theory of Antonin Artaud. In: Senses for cinema. Ausgabe 44, August 2007. (englisch)
- Ekkehard Knörer: Ein BH macht sich als Muschel gut. die tageszeitung. 11. Oktober 2007.
- Jochen Kürten: Bilderkünstler des Stummfilms. Klassiker der Filmgeschichte auf DVD. Deutsche Welle. 8. September 2007.
- Zora Landry: L’influence de la peinture dans les débuts du cinéma – La coquille et le clergyman de Germaine Dulac, la controverse surréaliste. Influencepeinturecinema.wordpress.com. 15. April 2012. (französisch)
- Iris ter Schiphorst: La Coquille et le Clergyman.
- Gescheiterte Träume Teil 2 – La coquille et le clergyman (F 1927). the-gaffer.de. Autor: vannorden. 8. Februar 2011.
- Dorothee Wenner: Das mächtige Auge. Die exzentrische Filmpionierin Germaine Dulac wird endlich wiederentdeckt. Die Zeit. 31. Oktober 2002.
- Maryann de Julio: Another Look at Germaine Dulac’s The Seashell and the Clergyman. In: Senses of cinema. Issue 69, 17. Dezember 2013. (englisch)